# Akatsuki kreće u akciju (Naruto epizoda)
Akatsuki kreće u akciju je epizoda animea Naruto Shippuden. Ovo je 2. epizoda 1. sezone.

## Radnja
Jiraiya objasni Kakashiju što je doznao o Akatsukiju te kako su njegove pretpostavke bile točne. Naruta i Sakuru Kakashi izazove na onaj isti ispit sa zvončićima na istom mjestu na kojem su postali genini u 4. epizodi. No, ovog će puta Kakashi koristiti svoj Sharingan te neće koristiti svoju knjigu, na što odgovara: "Čini se kako ću ovog puta morati biti ozbiljan."
U međuvremenu, Akatsuki šalje dva člana, Deidaru i Sasorija, u Sunagakure sa zadatkom da zarobe Gaaru, koji je sada Kazekage, uz pomoć njihovog manipuliranig agenta Yure.

## Zanimljivosti
- Nakon završetka epizode, Tsunade i Shizune održavaju svoj vlastiti dodatak u kojem se oklade na rezultate Narutovog i Sakurinog ispita s Kakashijem. Tada Tsunade objavi zadnju ključnu riječ, koja se veže s prve tri iz prve epizode: "U".

- Nakon završetka epizode, Naruto predstavlja "Konohinu znamenitu elitu" u kojoj predstavlja svih 5 Hokagea. Tijekom svoga predstavljanja Tsunade, pokušao je reći kako joj je 50 godina te se je zatim čuo udarac u pozadini i "Konohina znamenita elita" završava.

- Zatim se pojavi dodatak "Posebna Akademska pouka" koju predstavlja Iruka Umino. On razgovara o Chunin ispitu te pita koji je od deset genina koji su sudjelovali na njemu postao chunin. Bila su 4 izbora: Naruto Uzumaki, Sasuke Uchiha, Shikamaru Nara i Neji Hyuga. Nakon toga on odaje točan odgovor (Shikamaru) te kaže: "Čekaj malo, taj tip je u istoj kategoriji kao ja?" (Iruka je također chunin) i tekst "Nastavlja se ..." se pojavi.